# Ruschia dielsiana
Ruschia dielsiana är en isörtsväxtart som först beskrevs av Alwin Berger, och fick sitt nu gällande namn av Hermann Johannes Heinrich Jacobsen och H.E.K. Hartmann. Ruschia dielsiana ingår i släktet Ruschia och familjen isörtsväxter. Inga underarter finns listade i Catalogue of Life.